# Rainbow Warrior
El Rainbow Warrior (en català, Guerrer de l'Arc de Sant Martí) és el vaixell insígnia de l'organització no governamental internacional Greenpeace. El seu nom prové d'una antiga profecia dels nadius d'Amèrica del Nord segons la qual:
"Arribarà un temps en què la Terra emmalaltirà i, quan això passi, els indígenes recobraran el seu esperit i reuniran persones de totes les nacions, colors i creences, ells creuran en els actes i no en les paraules. Ells treballaran per guarir la Terra... ells seran coneguts com els "Guerrers de l'Arc de Sant Martí".

## El Rainbow Warrior I
Va ser construït a Aberdeen, Escòcia el 1955 i inicialment va ser utilitzat pel ministeri d'agricultura britànic com a vaixell d'investigacions. Més endavant es va convertir en vaixell de pesca al mar del Nord fins a la seva adquisició per Greenpeace el 1978.
Una petita organització anomenada Don't make a wave Committee (Comitè "No provoqueu un sisme submarí") que protestava contra les proves nuclears que els Estats Units portaven a terme a l'arxipèlag d'Amchitka (Alaska), al nord del Canadà, que temien que produïssin un sisme submarí i tsunamis. Al febrer de 1971, en una reunió es va proposar la idea dels quàquers de "donar testimoni" i navegar cap a la zona d'explosió per fer una protesta. En la reunió, un membre va fer el signe de la pau amb dos dits en forma de V, dient "Pau", al que Bill Darnell va respondre “let’s make it a green peace” ("Fem que sigui una pau verda"). El vaixell Phyllis Cormack, que van anomenar Rainbow Warrior en referència al llibre Warriors of the Rainbow: Strange and Prophetic Dreams of the Indian People, que Bob Hunter va portar amb ell en el viatge i en el qual explicava una profecia en què la gent del món s’uniria per salvar el món de la destrucció. El vaixell va transportar al grup de militants, però foren interceptats abans d'arribar, i la prova nuclear es va dur a terme.
El Rainbow Warrior era utilitzat com a vaixell de suport per a les manifestacions organitzades per Greenpeace contra diferents activitats realitzades per diferents països contràries a la salvaguarda de l'ambient i de les espècies marines.
El vaixell va ser enfonsat pels serveis secrets francesos el 1985 per evitar una protesta en contra de les proves nuclears que realitzaria França a l'Atol de Moruroa, a l'oceà Pacífic sud. El vaixell va ser reflotat, però les avaries eren de tal magnitud que van fer impossible la seva reparació, de manera que va ser transportat el 1987 cap a les illes Cavalli on va ser enfonsat per a contribuir com a santuari de fauna marina.
Greenpeace va nomenar amb el mateix nom el seu nou vaixell insígnia.

### Cronologia de l'enfonsament del Rainbow Warrior
- 23 de març de 1985 - Christine Huguette Cabon, de 33 anys, oficial de l'armada francesa treballant per als serveis secrets francesos arriba a Auckland amb el fals nom de Frédérique Bonlieu. La seva missió era la d'infiltrar-se en els medis ecologistes per a conèixer els plans de Greenpeace. Va dur a terme la seva missió, obtenint gran quantitat d'informació sobre la protesta que s'organitzaria i sobre els preparatius per l'arribada del Rainbow Warrior. També va recollir informació sobre ports i lloguer de vaixell d'esbarjo, deixant Nova Zelanda el 24 de maig de 1985.
- 22 de juny de 1985 - El iot "Oueva" de Nova Caledonia arriba al port de Parengarenga, amb una tripulació de quatre membres de la marina francesa portant documentació falsa. Les autoritats del port els donen les indicacions aduaneres que havien de realitzar-se.
- 22 de juny de 1985 - El Major Alain Mafart, de 34 anys, (sota el nom d'Alain Turenge de Suïssa) i la Capitana Dominique Prieur, de 36 anys (sota el nom de Sophie Turenge, també de Suïssa) arriben a Auckland des de Honolulu. Alain Mafart és especialista en operacions subaquàtiques igual que la tripulació del Ouvea.
- 23 de juny de 1985 - Arriba a Auckland l'oficial del serveis secrets francesos Louis-Pierre Dillais (sota el nom de Jean Louis Dormand). Es pensa que va ser ell el que va coordinar l'enfonsament del Rainbow Warrior.
- 29 de juny de 1985 - L'Ouvea arriba al port de Whangarei.
- 7 de juliol de 1985 - Arriben a Auckland Alain Tonel, de 33 anys i Jaques Camurier, de 35 anys, ambdós, membres dels serveis secrets francesos fent-se passar per entrenadors esportius. Aquest últim equip va ser l'encarregat de col·locar les bombes en el vaixell. Un altre membre de l'equip, sota el nom de Francois Regis Verlet es va encarregar de les operacions de reconeixement d'últim moment. Els seus nom reals no van ser revelats durant la investigació.
- 7 de juliol de 1985 - El Rainbow Warrior arriba al port de Waitemata per a reunir-se amb altres vaixells que participarien en la manifestació contra els assaigs nuclears francesos a l'Atol de Mururoa.
- 10 de juliol de 1985 - Deu minuts abans de la mitjanit hi ha una explosió en el Rainbow Warrior. Un membre de l'equip, el fotògraf Fernando Pereira, de 36 anys, triga a sortir i mor en el vaixell per una segona explosió.
- 11 de juliol de 1985 - Els habitants de Nova Zelanda s'aixequen amb la notícia del primer atemptat terrorista que passa en el seu país. S'inicia una investigació de gran amplitud.
- 12 de juliol de 1985 - França nega oficialment tota intervenció a l'enfonsament del Rainbow Warrior, explicant que França no actua d'aquesta manera. Aquest mateix dia, després de denúncies d'habitants d'Auckland són arrestats i interrogats Sophie i Alain Turenge.
- 15 de juliol de 1985 - La policia d'Auckland viatja a l'illa de Norfold per a interrogar a la tripulació del iot Ouvea, ja de tornada a Nova Caledonia. Un membre de la tripulació havia viatjat per avió cap a Sydney. Els investigadors recullen mostres per analitzar però els membres de la tripulació del Ouvea són deixats en llibertat per falta de proves. El iot mai va arribar a Noumea i es presumeix que va ser enfonsat en alta mar pels seus tripulants.
- 24 d'agost de 1985 - La parella Turenge són acusats de la mort de Fernando Pereira i d'acte de terrorisme. Es descobreixen les accions de reconeixement de Christine Cabon (alies Frederique Bonlieu), qui desapareix a Israel en els següents dies.
- 8 d'agost de 1985 - La premsa francesa informa sobre els possibles nexes entre l'atemptat terrorista i els serveis secrets francesos. El govern francès nomena un responsable de la investigació.
- 9 d'agost de 1985 - El president de França, François Mitterrand, condemna l'enfonsament del Rainbow Warrior com un acte criminal i promet càstig si es demostra que francesos van estar involucrats.
- 22 d'agost de 1985 - Els serveis secrets francesos revelen els veritables noms dels implicats per la investigació. Afirmen que havien de molestar en les activitats de Greenpeace, però que no estaven autoritzats per a portar a terme accions del tipus ocorregut.
- 28 d'agost de 1985 - El primer ministre francès Laurent Fabius afirma que, de trobar-se culpables, els responsables seran castigats pels seus crims.
- 23 de setembre de 1985 - El primer ministre francès admet l'actuació dels serveis secrets, confirmant que van actuar sota ordres superiors. Per tant, els que van actuar no seran jutjats.
- 4 de novembre de 1985 - Els oficials Mafart i Prieur són condemnats, per càrrecs menors, a 10 anys de presó. França pressiona perquè siguin extradits.
- 1986 - França prohibeix algunes importacions des de Nova Zelanda com a mesura de pressió per a la repatriació dels dos terroristes. S'arriba a un acord sobre la compensació monetària per la destrucció del vaixell. Després de la mediació del secretari general de l'ONU, Javier Pérez de Cuéllar, es decideix que els dos terroristes passaran tres anys confinats en una base militar francesa al pacífic.
- 14 de desembre de 1987 - França incompleix l'acord, transportant Alain Mafart a França per a un tractament mèdic. Immediatament va ser assignat a un nou lloc en una acadèmia militar a París. Dominique Prieur arriba també a París el maig d'aquell mateix any.

## El Rainbow Warrior II

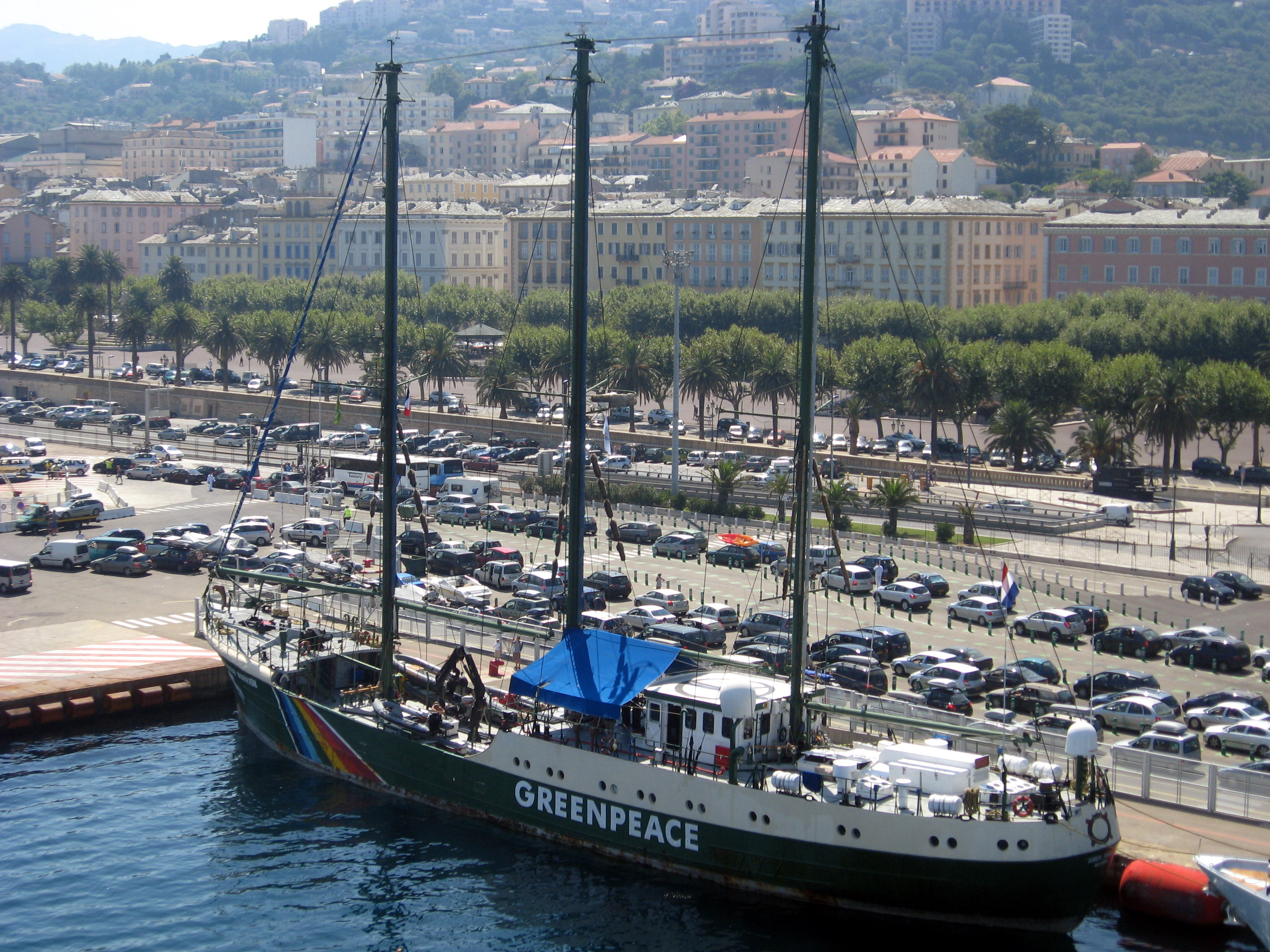
Rainbow Warrior II

Després de l'enfonsament del Rainbow Warrior I, Greenpeace va botar l'any 1989 el "SV Rainbow Warrior", el seu nou vaixell insígnia, com a homenatge al vell guerrer de l'arc de Sant Martí. El SV Rainbow Warrior va ser dissenyat amb l'objectiu de minimitzar al màxim l'impacte mediambiental. Així, doncs, la possibilitat de navegar a vela i la dotació de panells solars permet un important estalvi de combustible.
El SV Rainbow Warrior ha participat en la campanya en defensa del Pacífic però també ha protagonitzat altres campanyes. El 1992 va ser present a Rio de Janeiro durant la celebració de la Cimera de la Terra i a l'estiu del 1993 va substituir al Sirius a la campanya en defensa de la Mediterrània.
El 1994 va tornar a les nostres costes amb una presència activa a la "guerra del bonítol", amb accions a Carboneres, contra l'ampliació de la seva central tèrmica; a València pel tràfic de fusta procedent de les selves tropicals; a Barcelona contra la fabricació i l'ús del PVC.
El 16 d'agost de 2011 va finalitzar la seva activitat com a vaixell insígnia de l'organització i va ser donat a l'ONG Friendship, que l'ha nomenat "Rongdhonu".

## El Rainbow Warrior III
El 14 d'octubre de 2011 va iniciar el seu viatge. És un vaixell completament nou, fet a mida per a l'organització i sufragat íntegrament amb les aportacions de socis de tot el món. Funciona tant amb motor dièsel com a vela, té plaques solars per minimitzar el consum de combustible fòssil, és enterament reciclable i energèticament molt eficient.

## En la cultura popular
S'han creat diverses pel·lícules de ficció sobre el vaixell, incloent The Rainbow Warrior Conspiracy (1989), The Rainbow Warrior (1992), i dues pel·lícules franceses Operation Rainbow Warrior i Le Rainbow Warrior (ambdues de 2006).
A més, alguns artistes i bandes musicals, inclosa la banda belga Cobalt 60, el conjunt neozelandès The Bats, la banda faroesa de heavy metall Tyr, i el grup argentí de heavy metall Rata Blanca, li van dedicar temes al vaixell. Geffen Records va treure un doble àlbum, Greenpeace Rainbow Warriors, el 1989 que incloïa cançons d'artistes com U2, INXS, The Pretenders, Talking Heads, Peter Gabriel, i White Lion. La banda sueca Europe també va realitzar una demo anomenada 'Rainbow Warrior' en el seu single 'Le Baron Boys, encara que no se sap si fa referència al vaixell. La banda de punk alemanya Die Toten Hosen també va fer referència a l'enfonsament en la seva cançó "Walkampf", encara que sense usar el seu nom. La banda Coco Rosie també té el tema 'Rainbow Warriors' segurament referit a aquest incident.
Així mateix, s'han escrit alguns llibres sobre el vaixell, com Eyes of Fire: The Last Voyage of the Rainbow Warrior, escrit per un dels seus tripulants, David Robie, un any després de l'enfonsament.